# Tatarisk (sprog)
|  | Tatarisk må ikke forveksles med krimtatarisk, der tilhører en anden gren af de tyrkiske sprog. |
Tatarisk er et sprog, der tales af omkring 5,4 millioner mennesker. Det er et altaisk sprog. Tatarisk er officielt sprog i den autonome republik Tatarstan i Rusland.

## Skriftsprog
Skriftsproget før 920'erne blev overtaget fra "bolgariske sprog", der benyttede oghurisk skriftsprog. Siden er også det arabiske alfabet, latinske alfabet og kyrilliske alfabet blevet brugt.
Før 1928 blev tatarisk skrevet med et arabisk alfabet (Iske imla til 1920, Yanga imla 1920-1928).
I Sovjetunionen blev tatarisk efter 1928 skrevet med det latinske alfabet kaldet "Jaᶇalif" (nyt alfabet).
I 1939 blev et kyrillisk-tatarisk skriftsprog udviklet i Tatarstan, der benyttedes i andre dele af Sovjetunionen. Skriftsproget benyttes stadig både i Tatarstan og Kasakhstan.
I 1999 vedtog Republikken Tatarstan en lov om et officielt tatarisk latinsk alfabet, der trådte i kraft i 2001. I 2002 tilsidesatte en russisk føderal lov det latinsk-tatariske skriftsprog og gjorde kyrillisk til det eneste officielle skriftsprog i Tatarstan. I 2004 blev forsøget på at indføre det latinsk-baserede alfabet for tatarisk yderligere besværliggjort, da forfatningsdomstolen fastslog, at den føderale lovgivning fra 15. november 2002 havde mandat til at fastslå, at brugen af kyrillisk som administrationsskriftsprog for republikkerne i Den Russiske Føderation er i overensstemmelse med den russiske forfatning. I overensstemmelse med forfatningsdomstolens afgørelse omstødte Republikken Tatarstans højesteret den 28. december 2004 den tatariske lov, der gjorde det latinske alfabet officielt. Loven er blevet kritiseret af både det tatarstanske parlament og menneskerettighedsorganisationer.
I Kina bruges arabisk alfabet fortsat af tatarer.
- Tatarisk-kyrilliske alfabet (bogstavsorden vedtaget i 1997):

| А а | Ә ә | Б б | В в | Г г | Д д | Е е | Ё ё |
| Ж ж | Җ җ | З з | И и | Й й | К к | Л л | М м |
| Н н | Ң ң | О о | Ө ө | П п | Р р | С с | Т т |
| У у | Ү ү | Ф ф | Х х | Һ һ | Ц ц | Ч ч | Ш ш |
| Щ щ | Ъ ъ | Ы ы | Ь ь | Э э | Ю ю | Я я |     |

- 1999 Tatarisk-latinsk alfabet, vedtaget ved lov af Republikken Tatarstan men afskaffet af Republikken Tatarstans højesteret 2004:[4]

| A a | Ə ə | B b | C c | Ç ç | D d | E e | F f |
| G g | Ğ ğ | H h | I ı | İ i | J j | K k | Q q |
| L l | M m | N n | Ꞑ ꞑ | O o | Ɵ ɵ | P p | R r |
| S s | Ş ş | T t | U u | Ü ü | V v | W w | X x |
| Y y | Z z | ’   |     |     |     |     |     |